# 瀬越憲作
瀬越 憲作（せごえ けんさく、1889年（明治22年）5月22日 - 1972年（昭和47年）7月27日）は、大正、昭和時代の囲碁棋士。広島県佐伯郡能美村（現広島県江田島市）出身。方円社、日本棋院などに所属、名誉九段。1946年から48年に日本棋院理事長を務めるなど、棋院運営や囲碁普及に大きく貢献した"日本棋院の父"。 

## 生涯
父は県会議員も務めた家で次男として生まれた。育った能美島は昔から囲碁が盛んな土地柄。祖父が本因坊秀元から初段を受けるほどの碁好きで、5歳の時に眼病と耳を患っていた間に、祖父から碁の手ほどきを受け、中学校に入学した頃には、二、三段くらいの人とは互角に戦えるようになっていた。広島一中（現・広島県立国泰寺高校）では賀屋興宣らと同級だった。1905年（明治38年）の夏休みに、母の郷里の神戸で中根鳳次郎、阿部亀次郎、鴻原義太郎、橋本藤三郎らに三子から二子で指導を受ける。卒業後、県議で父親と親しかった望月圭介に連れられ1909年（明治42年）、20歳で東京へ行き、方円社に入社。当時は坊門（本因坊）と方円社が対立、坊門には当時第一人者本因坊秀哉がいたが、向こう気の強い望月が「どうだ、方円社に入って本因坊を負かしてやらんか」と言うので瀬越もその気になった。成績良好だったため、同年に東京朝日新聞の少壮碁客血戦会に無段ながら高部道平四段と先番で対戦し4目勝ち、『四段と無段の争碁』として喧伝された。同年兵役の為、帰郷に際し鈴木為次郎三段との試験碁に先相先で4勝2敗とし、飛付三段を許され彗星の如く天才青年現ると当時大きな話題となった。
1917年五段。1920年には本因坊秀哉に先の手合まで進む。本因坊門下と方円社の若手棋士による六華会では、会友として研鑽に協力した。1921年（大正10年）、六段に進む。この年雁金準一、鈴木為次郎、高部道平と裨聖会を設立。総互先、持時間制の採用など、封建的な因習を引きずる囲碁界に新風を吹き込んだ。
関東大震災を機に分裂している碁界の合同のため、本因坊派と方円社を握手させ大財閥大倉喜七郎を後援者に1924年（大正13年）の日本棋院設立に尽力する。1926年（大正15年）、推薦により七段に昇進。大手合において1927年から始まった東西対抗戦では東軍の主将となり、西軍主将鈴木為次郎とともに活躍した。1928年秋期大手合では大手合初の八段昇段を目前にするが、この時の高橋重行戦で万年劫問題が発生し、勝敗が一時預かりとなるなど紛糾、この後の宮坂宷二戦を敗れて昇段はならず、また東西対抗戦もこの年で廃止された。1939年からの第1期本因坊戦では最終トーナメントの第4次戦2位などの成績を収める。1942年に鈴木為次郎、加藤信とともに八段に推挙される。1944年には準名人戦出場。
1945年（昭和20年）、太平洋戦争末期の東京大空襲により日本棋院会館が焼失。棋具や記録などを失う。第3期本因坊戦は広島に疎開した瀬越の奔走で、同年8月に広島市郊外で行われた。この第2局は五日市町吉見園（現佐伯区吉見園）で行われ、橋本宇太郎（昭宇）本因坊と挑戦者岩本薫七段の対局中、原爆が炸裂、強烈な爆風に見舞われ市内に残っていた広島支部の関係者は全員死亡、自身も被爆し、三男と甥も犠牲となった。世にいう原爆対局（原爆下の対局）である。後に岩本基金で建てられたシアトルの日本棋院囲碁センターの壁には、原爆投下時の局面がタイル張りで飾られている。
終戦後は岩本らと日本棋院の再建に尽力。1946年（昭和21年）、日本棋院初代理事長に就任。同年4月、大手合を再開、雑誌「棋道」も復刊させる。1948年（昭和23年）に日本棋院会館（港区芝高輪）を開館。しかし同年読売新聞紙上での失言により理事長を辞任。1950年（昭和25年）、岸信介が会長、足立正が取締役（翌年社長）に就任した東洋パルプの監査役となった。
その後も囲碁の発展、国内、国際普及に粉骨。江戸時代の御城碁の棋譜を収めた『御城碁譜』全10巻、『明治碁譜』の編集の他、自ら筆をとった「瀬越囲碁教本」など多数の技術書を著した。1952年全本因坊全八段戦出場。
1955年（昭和30年）に引退、同年鈴木為次郎とともに名誉九段に推される。1958年、棋士で初の紫綬褒章、1966年に勲二等瑞宝章を受章。
1928年の呉清源の来日に尽力し、門下とした。また1919年に満州、中国を訪問、1942年に青木一男の招待で呉清源らとともに訪中、1950年ハワイ棋院に招待されて訪問。1957年の台湾への使節団団長、1960年の日中囲碁交流第1回訪中団団長などを務め、中国と交流した。囲碁の国際化に尽力し、また多くの弟子を育て、日本囲碁界の再建に貢献した。門下に橋本宇太郎、杉内雅男、伊予本桃市、久井敬史、曺薫鉉ら。1964年に日本棋院から大倉賞を受賞。
80歳になる頃から、目や耳、続いて足腰が弱り、1972年（昭和47年）、83歳で体の衰えを苦に自殺。高齢のため、関係者から「あの年で死ななくても…」と声が上がった。遺書には「からだの具合が悪い。死ぬるより仕方ない」と書かれていた。長男は「碁界に尽くせないなら屍を晒すのと同じで、死んだ方が仕合せだと考えたんだろうと思います」と、弟子の呉清源は「目が不自由になって、素人相手でないと碁が打てなくなり、落ち込まれたんだと思います」と述べた。
1983年にその功績を讃えて銅像（圓鍔勝三作）が作られ、故郷の能美島に贈られた。2009年囲碁殿堂入り。

### 他の棋歴
- 院社対抗戦 1926年 0-1（×小野田千代太郎）
- 大手合（甲組）優勝 1927年後期
- 日中囲碁交流
  - 1960年 3-1-1

### 昇段歴
- 1909年 飛付三段
- 1912年 四段
- 1917年 五段
- 1921年 六段
- 1926年 七段
- 1942年 八段
- 1955年 名誉九段

## 代表局

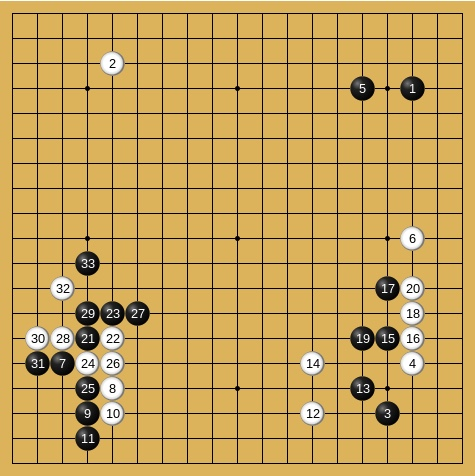
本因坊秀哉名人 - 先 瀬越憲作五段 1-33手目

「秀哉に迫る」万朝報手合 1920年1月17,27日 本因坊秀哉名人 - 先 瀬越憲作五段
本因坊秀哉に対抗していた方円社の瀬越憲作と鈴木為次郎は先の手合に迫っていた。序盤の白は、黒の秀策流を防ぐ方針で、白8から12とハサむ布石はよく見られた。黒は15から19で先手を取って黒21に回って足早な布石を目指した。白24のアテコミは黒29のツギを期待したが、省略して黒27と反発され戦いの主導権を黒が握った。この後黒は左辺の白を封鎖して中央を厚くし、上辺に大きな白地を与えたが、中央を制して押し切った。177手まで黒中押勝。

## 著書
- 『囲碁襲撃戦法』斯文館 1911年
- 『少壮碁客決戦録』博文館 1917年
- 『新進碁客争覇戦』斯文館 1920年
- 『手筋辞典』（呉清源と共著）誠文堂新光社 1971年
- 『詰碁辞典』
- 『囲碁の力を強くする本』
- 『御城碁譜』（八幡恭助、渡邊英夫と共著）御城碁譜整理配布委員会 1950-51年
- 『明治碁譜』日本経済新聞社 1959年
- 『囲碁百年 1 先番必勝を求めて』平凡社 1968年
- 『手筋早わかり』
- 『損のないハメ手』
- 『碁の形を教える金言集』
- 『作戦辞典』
- 『手のある地・手のない地』
- 『勝負のキメ手』他多数